# Чула Чакрабон
Принц Чула Чакрабон (тай. พระเจ้า วร วงศ์ เธอ พระองค์เจ้า จุล จักรพงษ์, 1908–1963) — член тайської королівської сім'ї династії Чакрі, українського походження, син принца Чакрабона та українки Катерини Десницької, онук короля Рами V.

## Раннє життя
Чула Чакрабон був єдиною дитиною принца Сіаму Чакрабона й українки Катерини Десницької, що згодом отримала титул Ясновельможної Кетрін На Пхітсанулок. Чакрабон і Катерина Десницька повінчалися в Константинополі в 1907 році, після чого переїхали до Сіаму.
Чула народився 28 березня 1908 року в Бангкоку в палаці Парусакаван, і отримав титул Мом Чао (Світліший). Його бабуся, королева Саовабха Пхонгси дала йому ім'я Пхонгечак (พง ษ์ จักร). Пізніше його дядько, король Вачиравудх (Рама VI) надав йому вищого титулу — Пхра Чао Воравонг Пхра Онг Там Чао (Його Королівська Високість Принц) і змінив його ім'я на Чула Чакрабон. Палацові чиновники ласкаво називали його Than Phraong Nu (ท่าน พระองค์ หนู) — «маленький принц».
Батьки Чули розлучилися 1919 року, мати емігрувала в Шанхай, а в 1920 році помер його батько. Після цього Чула був направлений на навчання до Великої Британії, де навчався у відомій лондонській школі для хлопчиків Херроу, потім — в Трініті-коледжі Кембриджського університету і повернувся до Таїланду лише у віці 23 років.
У 1927 році у Велику Британію прибув для навчання в Ітоні двоюрідний брат Чули — принц Біра, якому було тоді 13 років. У 1928 році, після смерті батька принца Біри, Чула взяв опіку над кузеном.

## Зрілі роки

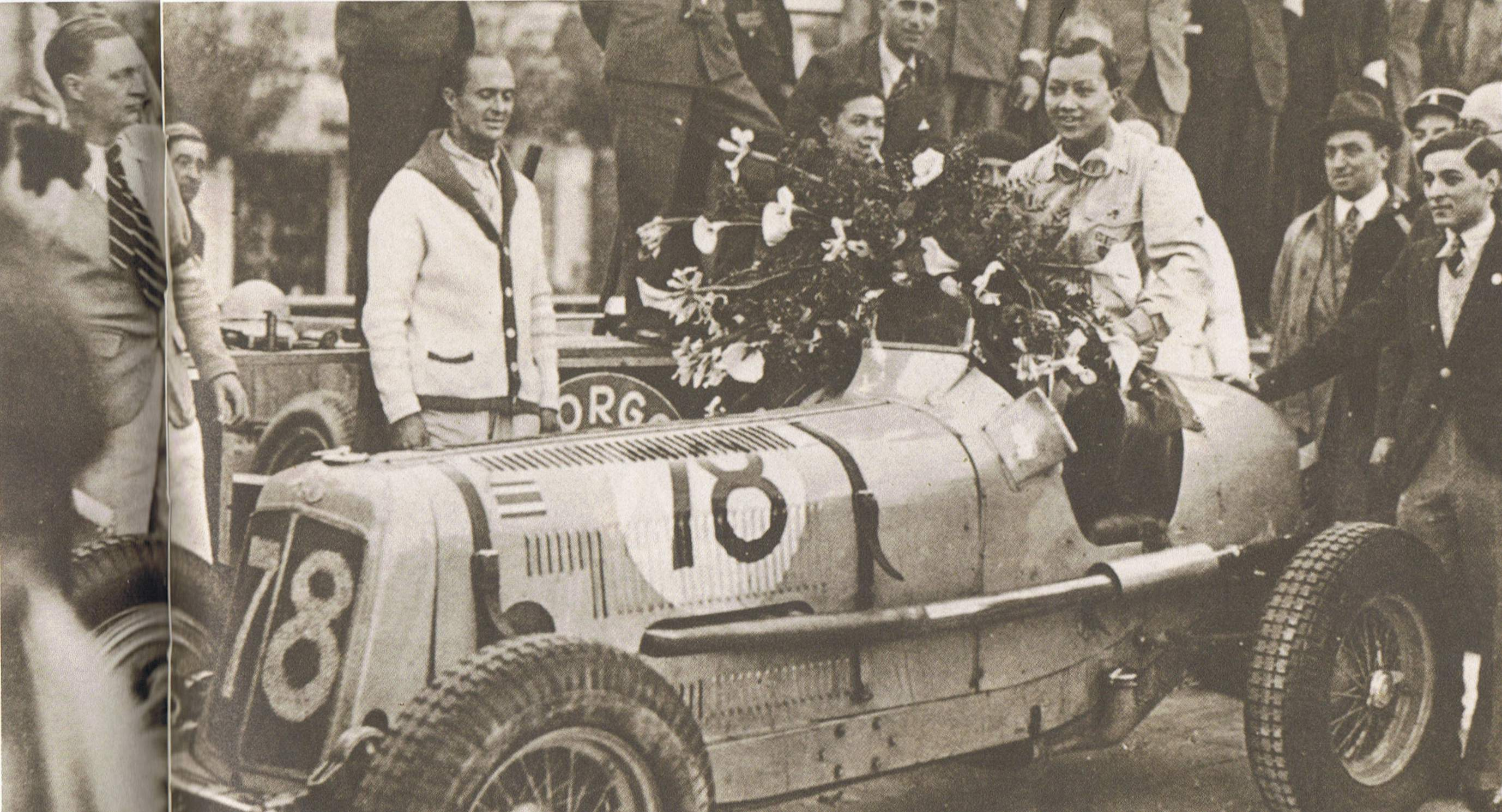
Принци Біра і Чула й автомобіль Romulus

Після революції 1932 року в Сіамі король залишався номінальним главою держави, а вища аристократія (принци) були усунені від влади. У 1935 році король Рама VII Прачадипок відрікся від престолу й емігрував до Англії. Принци Біра і Чула були частими гостями в його резиденції.
У 1935 році Чула Чакрабон разом з принцом Бірою заснували команду автогонщиків White Mouse Racing («Біла Миша»). Свою першу гонку принц Біра провів у 1935 році в Бруклендсі, пілотуючи Riley Imp, розфарбовану у блакитний і жовтий кольори. Пізніше того ж року Чула Чакрабон придбав для принца Біра один з нових гоночних автомобілів ERA — R2B, прозваний Romulus. Надалі принц Біра зробив кар'єру автогонщика і яхтсмена.

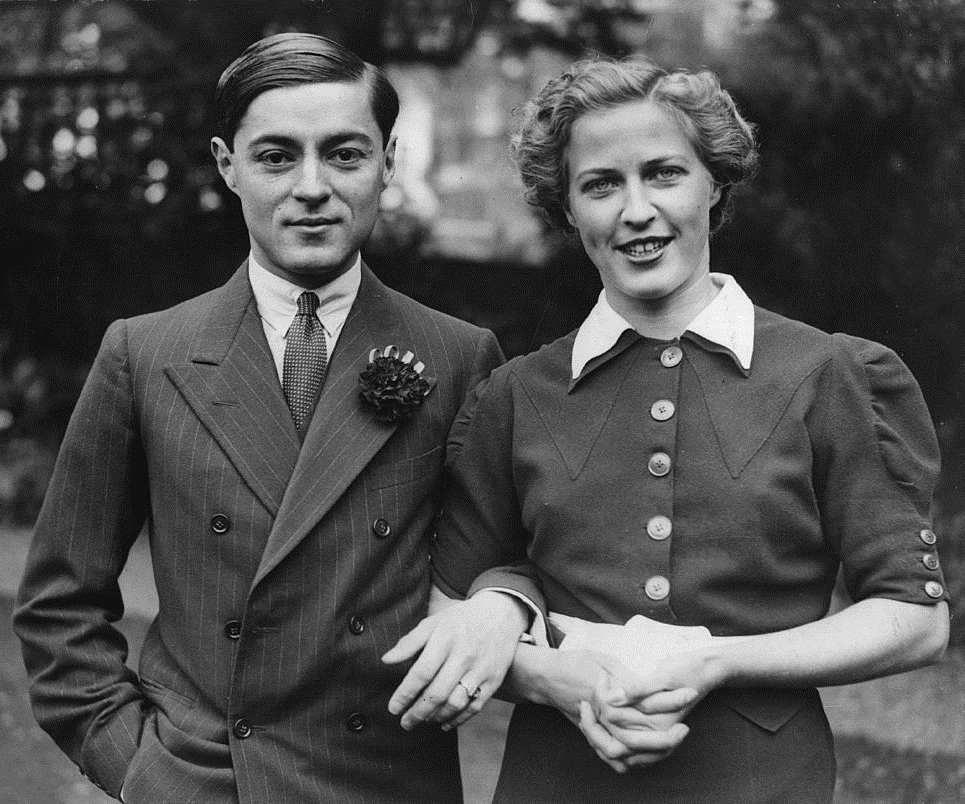
Принц Чула з Елізабет Хантер, 1936 рік

У 1938 році Чула одружився з англійкою Елізабет Хантер, в шлюбі у них була одна дочка — Наріса Чакрабон, 1956 року народження. Чула з дружиною жили в Корнуоллі в 1940-х — 1950-х роках.
Принц Чула був автором кількох історичних праць, в тому числі з історії династії Чакрі.
Чула Чакрабон помер від раку у 1963 році у віці 55 років.

## Твори
- Brought up in England. London, 1943
- Lords of Life: the paternal monarchy of Bangkok 1782-1932. London: Alvin Redman, 1960
- The Twain Have Met. London, 1956
- Dick Seaman: a racing champion.